# Žerotín (hrad)
Hrad Žerotín byl šlechtický hrad bergfritového typu, vystavěný na návrší v obci Žerotín (dříve Žirotín) pravděpodobně v 1. polovině 13. století Habartem ze Žerotína, společně s městečkem Panenský Týnec (do 16. století nazývaným též Žirotský Týnec). Nyní je hrad zřícený a je celkově ohroženou nemovitou kulturní památkou.

## Historie hradu
Žerotín patří k nejstarším šlechtickým hradům v Čechách. Poprvé se v písemných pramenech objevuje už v roce 1250, kdy se podle něj píše šlechtic Ratibor. Vlastislavici, k nimž Ratibor patřil, získali v roce 1239 Panenský Týnec. Mezi těmito dvěma roky byl zřejmě v sousedství Týnce postaven hrad Žerotín, podle něhož se rod jeho stavitelů psal až do svého vymření v polovině 15. století. Žerotín se ale původně jmenoval Žirotín a stejně tak rodina měla přídomek "ze Žirotína". Pozdější literatura transkripci jména změnila na Žerotín a rod na Žerotíny, čímž vznikla možná záměna se stejnojmenným moravským rodem. Dalším písemně doloženým majitelem hradu byl Habart ze Žerotína, který působil v letech 1287–1297 jako přísedící na zemském soudu. Pravděpodobně on založil klášter klarisek v Panenském Týnci, který pak jeho synové Plichta ze Žerotína, Jaroslav a Habart roku 1321 nadali nemovitým majetkem. Jaroslav a Plichta bojovali na straně řádu německých rytířů v Prusku. Plichta, považovaný ve své době za předního rytíře, padl roku 1322 v bitvě u Mühldorfu. Na začátku 15. století prodal Plichta ze Žerotína svou polovinu hradu Oldřichu Zajíci z Hazmburka. V 60. letech 15. století už vlastnili Hazmburkové hrad celý. Roku 1467 zemřel poslední člen rodu, Jaroslav ze Žerotína. Na počátku 16. století byl pánem na Žerotíně Čeněk Míčan z Klinštejna, poté Petr Chotek z Vojnína a následně Jindřich Brozanský z Vřesovic. V 80. letech 16. století jej odkoupili Doupovcové z Doupova.

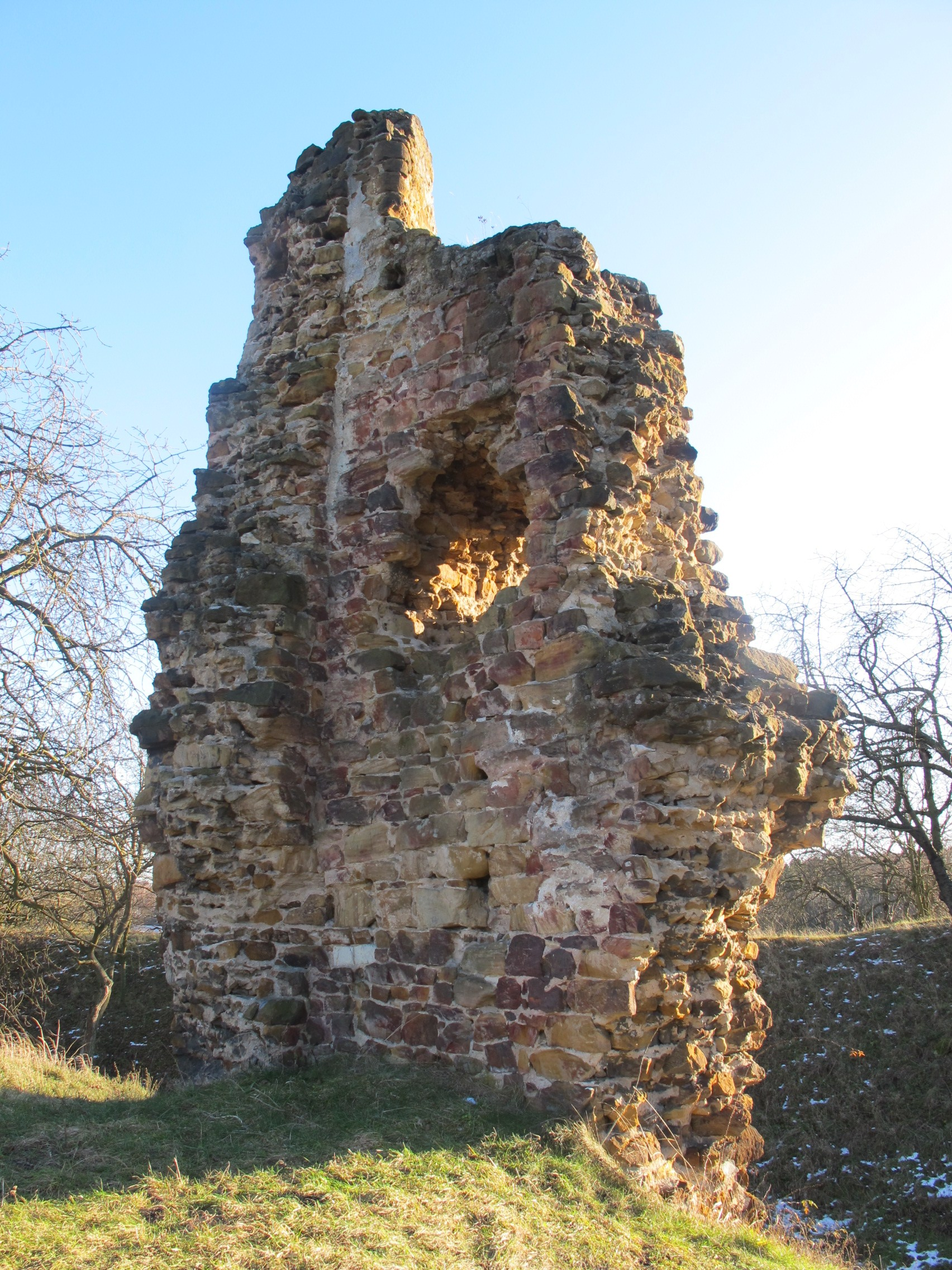
Vnitřní zdivo jižního nároží paláce

Díky své poloze poblíž zemské silnice spojující Prahu s německými zeměmi a relativně schůdnému přístupu byl hrad, přestavěný ve 2. polovině 16. století, stále obýván. Na začátku 17. století tvořil Žerotín jednotné panství spolu s Vraným. Za účast na stavovském povstání byl dvůr Žerotín s hradem a stejnojmennou vsí zkonfiskován Vilému Vojtěchovi Doupovcovi z Doupova i přesto, že během povstání přišel o život. Roku 1623 panství zakoupil Jan Zdeněk z Mitrovic, který byl manželem Kateřiny, sestry Viléma Vojtěcha. Při vpádu švédských vojsk roku 1639 byl hrad zničen a společně s klášterem Panenský Týnec vypálen. Od té doby přestal být obývaný. Roku 1673, kdy panství kupuje Ferdinand Popel z Lobkovic, byl již zpustlý a neobyvatelný. Roku 1678 prodal Ferdinand panství Gundakarovi z Ditrichštejna, který je sloučil s panstvím budyňským. Hrad byl postupně rozebírán místním obyvatelstvem na stavbu domů. Na vnitřním valu roku 1857 zřídili Ditrichštejnové sušárnu švestek a valy s rozvalinami byly osázeny ořechy a třešněmi.

## Stavební podoba hradu

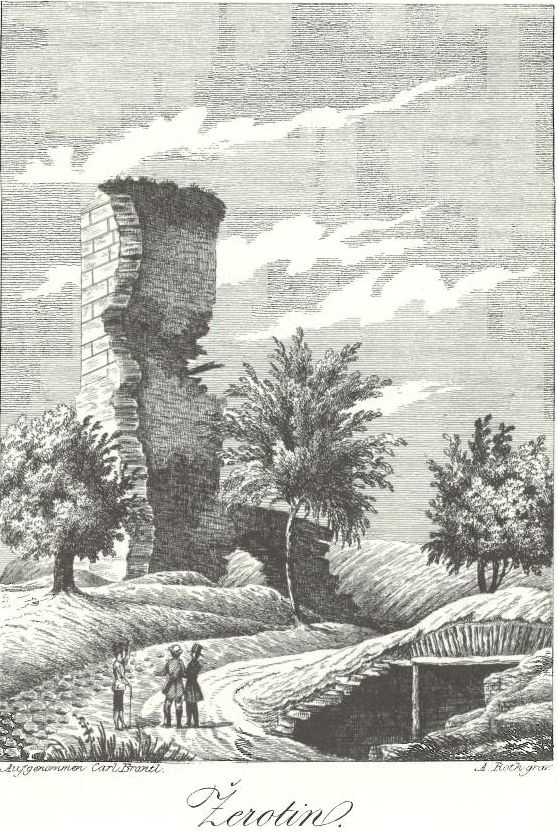
Jižní nároží paláce na litografii K Brantla z roku 1846

Stanoviště vybrané pro stavbu hradu poskytuje minimální přírodní ochranu. To bylo třeba kompenzovat výrazným vnějším opevněním. Hrad byl proto obehnán mohutným, dodnes patrným dvojitým valem s příkopy. Kamenná hradba, kterou byl hrad nepochybně obehnán, se nedochovala. Hradní jádro tvoří ovál o rozměrech 30 × 45 metrů. Jeho obytná část se skládala z paláce a naproti němu umístěné obranné věže (bergfritu), která měla zřejmě atypický čtvercový půdorys o rozměrech 8 × 8 metrů. Z této věže jsou patrné pouze terénní relikty.
Palác byl obdélným stavením orientovaným severojižně. Zachovaly se z něj dva střepy zdiva a sklep. Severní relikt je vysoký 6,5 metru, síla zdi činí 1,8 metru. Vnější severní nároží je pokryté původní renesanční omítkou. Jižní relikt má stejnou výšku jako severní, zdivo je o 20 centimetrů užší. Zbytky psaníčkového sgrafita na omítce jsou patrné jen sporadicky. Palác byl v celé délce podsklepený. Novodobým vchodem z 19. století je dnes přístupná jeho střední a severní část. Většina sklepa je sklenuta valenou klenbou z doby úpravy hradu v 16. století.

## Přístup ke hradu
Do Žerotína vede modré a zelené turistické značení. Hrad se nachází na severozápadním okraji obce, jeho areál je obkroužený místní komunikací. Přístupy do hradu jsou dva: z místní komunikace od severu a od východu přes oba valy okolo reliktu bergfritu. Je pravděpodobné, že se v tomto druhém případě jedná o původní přístup do hradu.

## Galerie

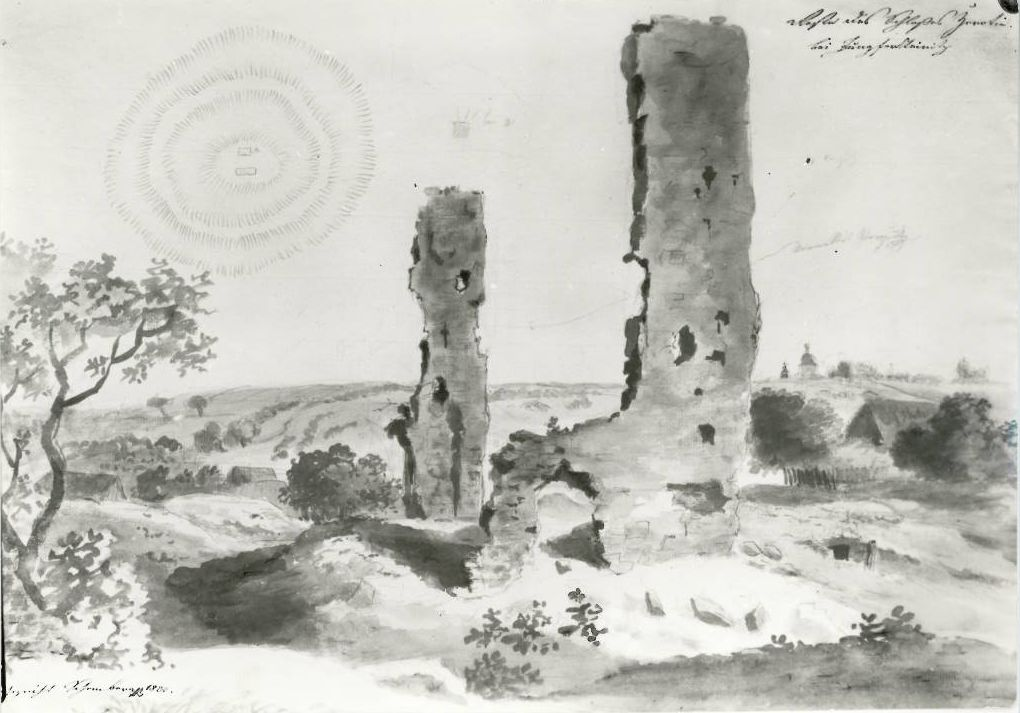
Hrad v roce 1822 na kresbě Josefa Šembery
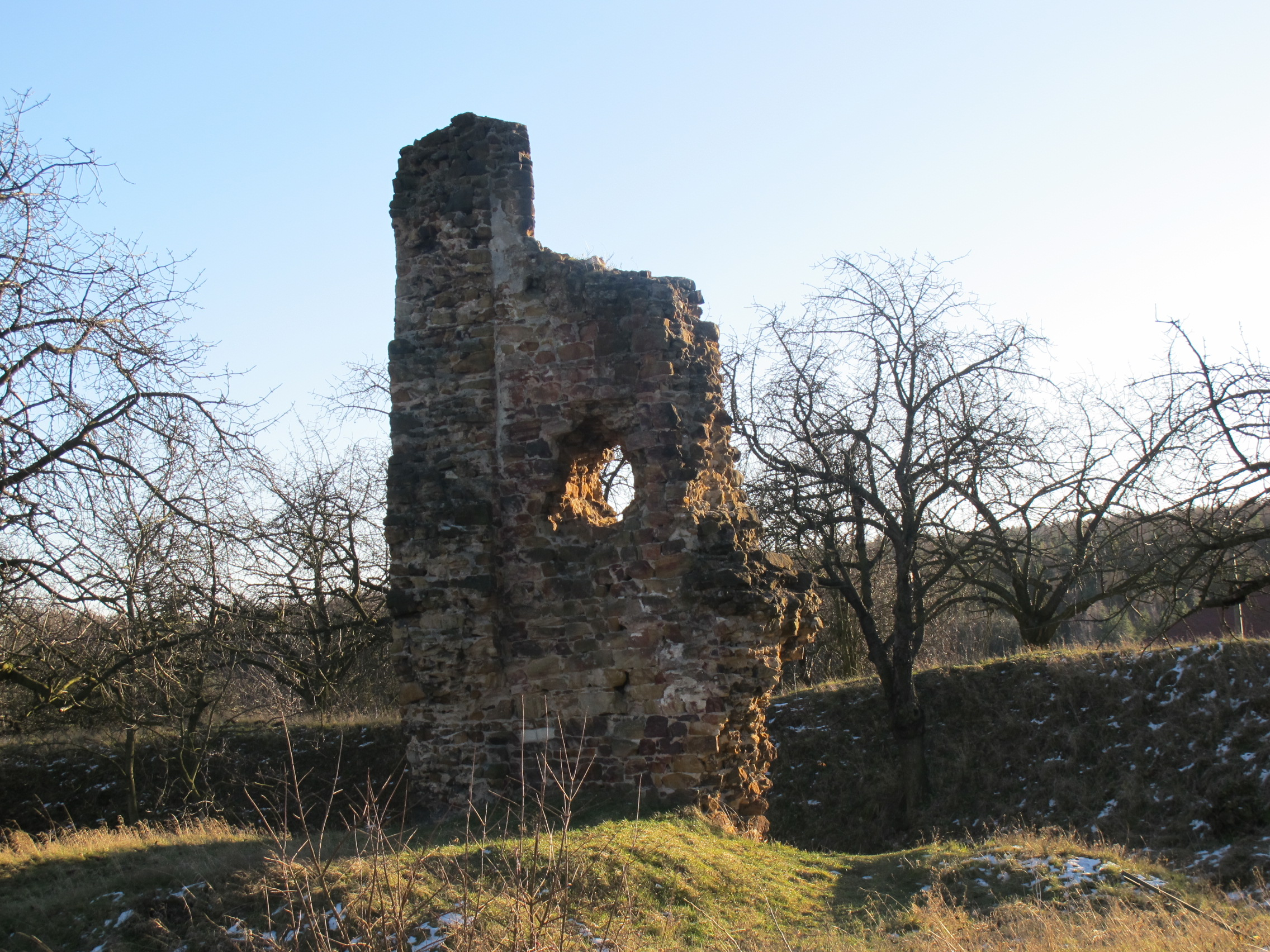
Jižní nároží paláce
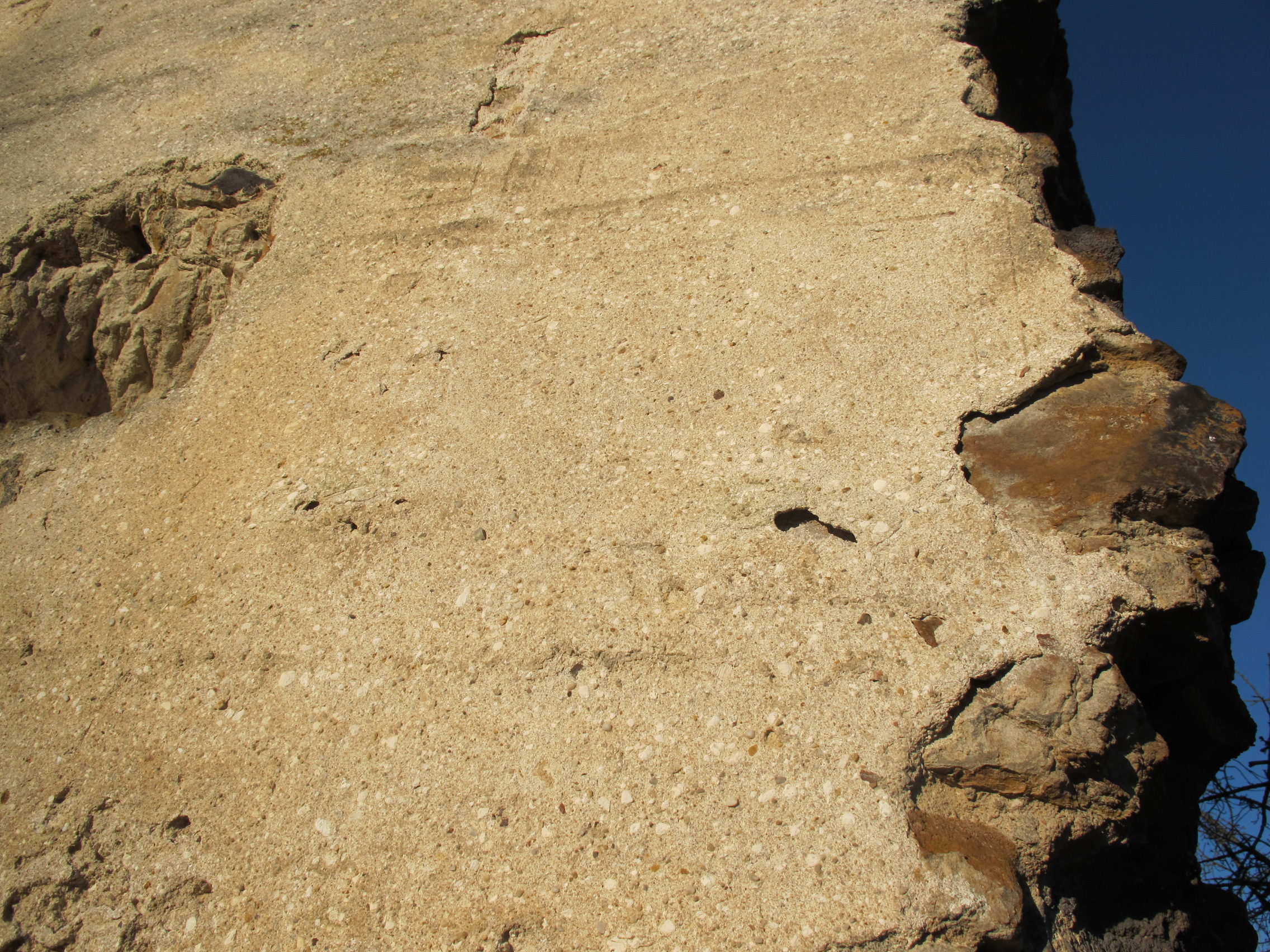
Detail omítky na vnější zdi jižního nároží paláce
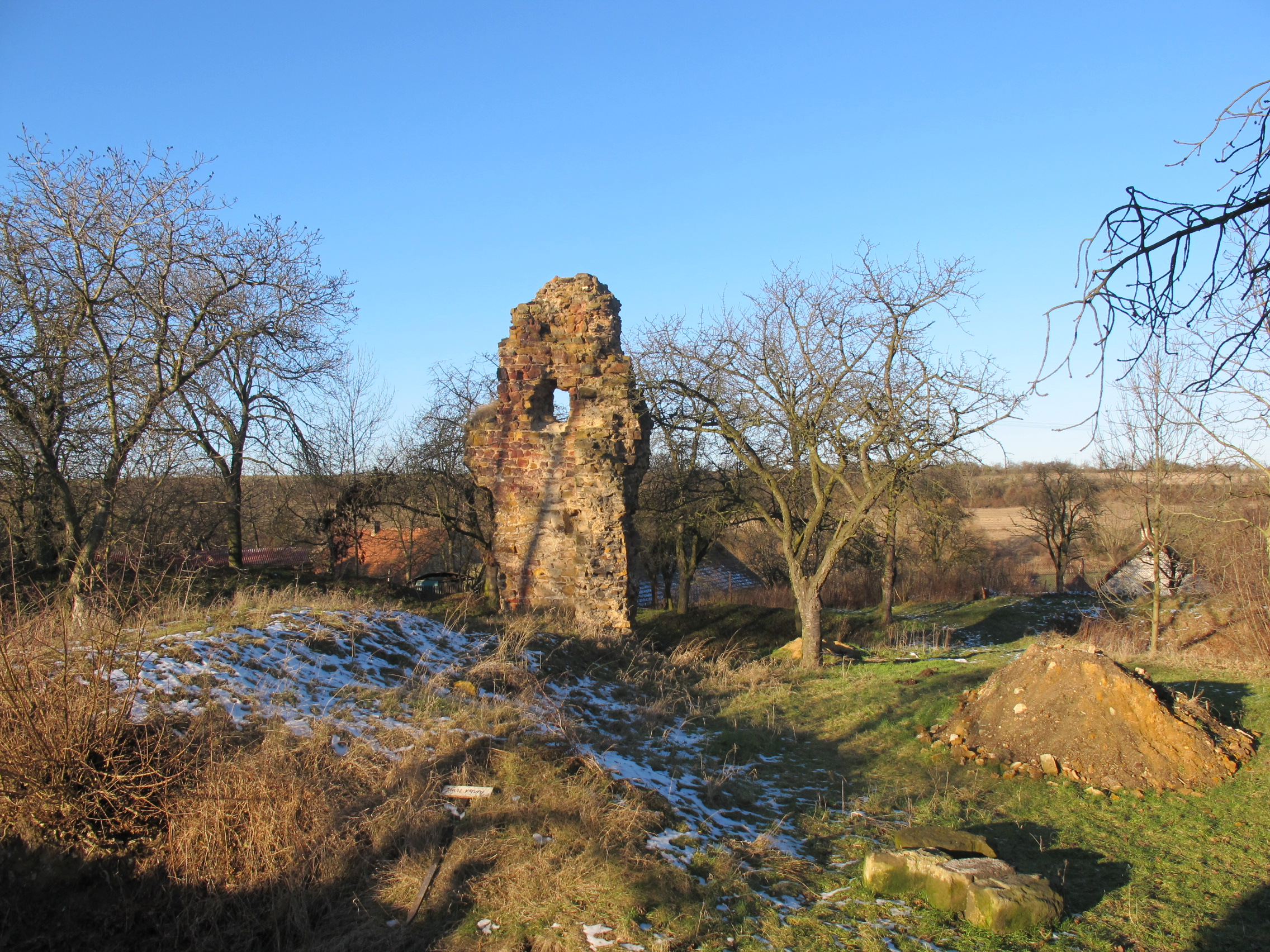
Severní nároží paláce
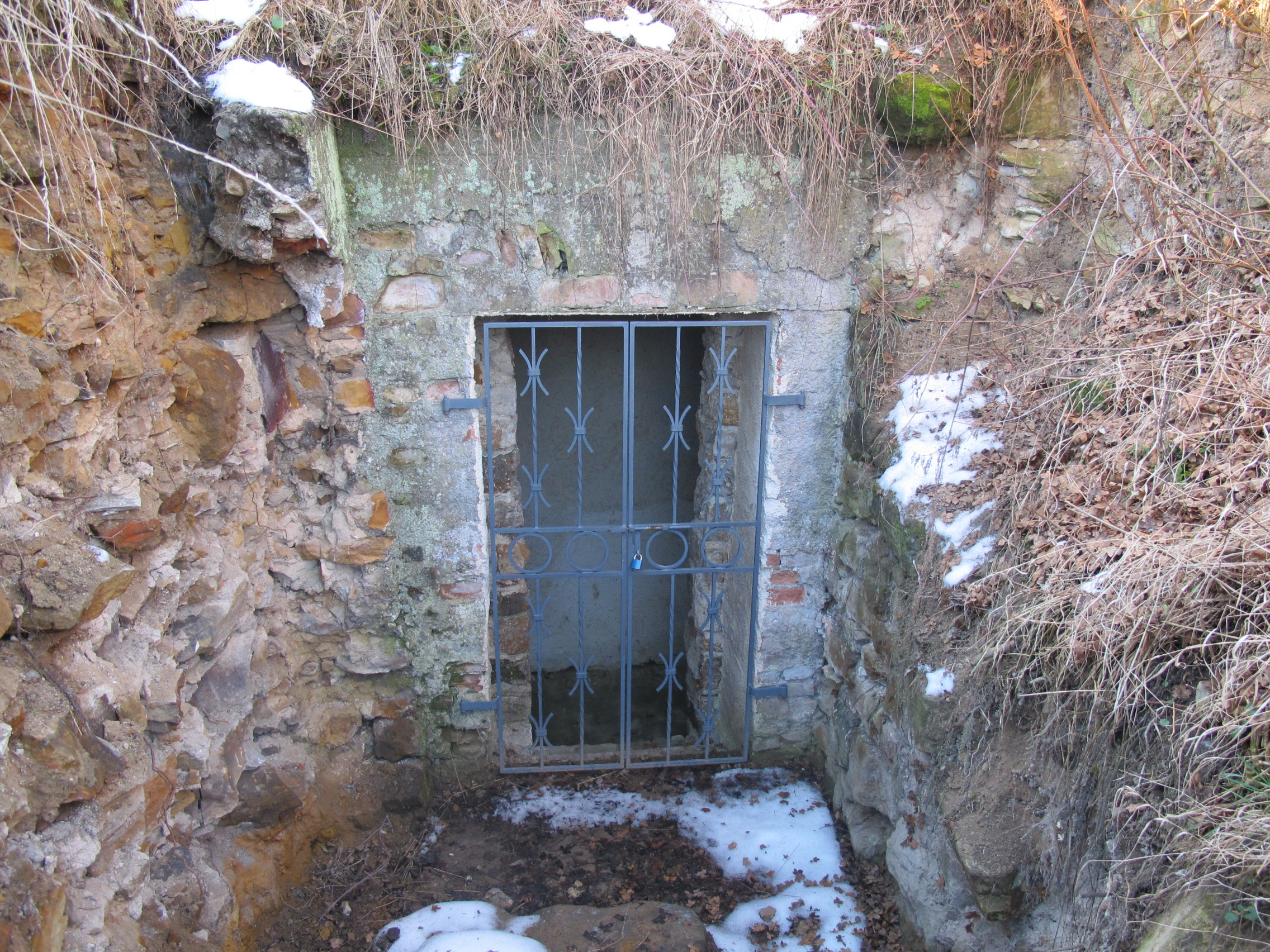
Novodobý vchod do sklepa